# متیو برونفمن
متیو برونفمن (انگلیسی: Matthew Bronfman) بازرگان کانادایی آمریکایی و عضو خانواده معروف برونفمن است. او فرزند ادگار برونفمن می‌باشد.

## زندگینامه
برونفمن از ادگار برونفمن تاجر یهودی کانادایی معروف و همسر او آنا لوئب از خانواده بانکداری لوئب متولد شد. برونفمن از کالج ویلیامز در سال ۱۹۸۱ فارغ‌التحصیل شد. بعد از کار در گلدمن سکز او به دانشکده اقتصاد دانشگاه هاروارد رفت و در سال ۱۹۸۵ فارغ‌التحصیل شد. برونفمن یکی از مهمترین سرمایه گذاران آمریکایی در اسرائیل است. او دارای سهام در آیکیا اسرائیل، بانک تخفیف اسرائیل و سوپرمارکت شوفرسال است. او مدیر مؤسسه سرمایه‌گذاری ای. سی. آی در نیویورک نیز می‌باشد.

## فعالیتهای خیرخواهانه یهودی
برونفمن عضو سازمان لیمود می‌باشد که به دنبال تقویت هویت یهودی در بین یهودیان روسی زبان است. او همچنین رئیس سازمان کمیته یهودیان اکسس است که یهودیان را برای تغییر در افکار عمومی در سراسر دنیا تربیت می‌کند.

## زندگی شخصی
او با لیزا بلزبرگ دختر تاجر یهودی کانادایی ساموئل بلزبرگ ازدواج کرد. از این ازدواج او سه فرزند دارد. او از بلزبرگ جدا شد و با استیسی کی ازدواج نمود. او اکنون در منهتن زندگی می‌کند و دارای هفت فرزند است.